# ヒアルロニダーゼ

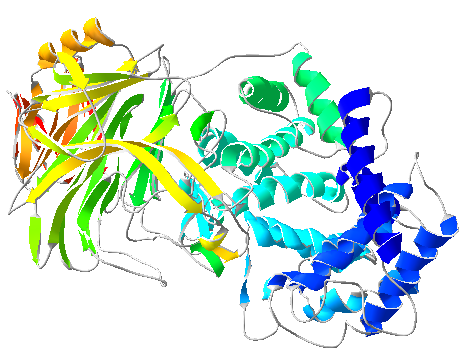
ヒツジ由来のヒアルロニダーゼ

ヒアルロニダーゼ (Hyaluronidase) は、ヒアルロン酸を分解する酵素である。EC番号は3.2.1.35、CAS登録番号は488712-31-8。
ヒアルロン酸は間質組織の主成分である。そのため、ヒアルロン酸を加水分解することによって粘度が低下し、組織の浸透性が増加する。そのため、体内での分散を容易にする目的で薬に混ぜて服用されることがある。
特に眼科の手術で局所麻酔とともによく用いられる。また、皮下注入による非経口的液体の吸収率や尿路造影のための放射線不透過性を増加させる目的でも用いられる。さらに、高張液を管外遊出させる目的で用いられることもある。
また美容目的のヒアルロン酸の充満剤が過剰となった場合にヒアルロニダーゼによって分解することができる。
多くの哺乳類の受精では、ヒアルロニダーゼは精子が卵細胞に到達した時に先体から放出され、透明帯を消化して中に侵入することを可能にする。黄色ブドウ球菌や化膿レンサ球菌、ウェルシュ菌などのある種の細菌も、組織内での運動性を増加させるためや抗原偽装のため、ヒアルロニダーゼを産生する。
商業用の動物由来のヒアルロニダーゼとしては、Vitrase (ISTA Pharmaceuticals)、Amphadase (Amphastar Pharmaceuticals)、Wydaseなどが販売されている。2005年12月2日に、アメリカ食品医薬品局はヒト由来の組み換えヒアルロニダーゼであるHylenexを認可した。